# Tarrós
Tarrós is een plaats (község) en gemeente in het Hongaarse comitaat Baranya. Tarrós telt 117 inwoners (2001).